# 8. SS-Kavallerie-Division Florian Geyer
De 8. SS-Kavallerie-Division "Florian Geyer" was een divisie van de Waffen-SS. De eenheid werd in 1942 opgericht uit de SS-Kavallerie-Brigade, en was actief aan het oostfront. De divisie werd begin 1945 vernietigd tijdens de Slag om Boedapest.
De divisie is vernoemd naar de Frankische ridder Florian Geyer (1490-1525), die een bekend volgeling was van Maarten Luther en een van de leiders tijdens de Duitse Boerenoorlog.

## Oprichting
De 8. SS-Kavallerie-Division "Florian Geyer" werd in 1942 opgericht onder de naam SS-Kavallerie-Division, toen de SS-Kavallerie-Brigade werd uitgebreid met ongeveer 9.000 Roemeense Volksduitsers.
De taak van de divisie zou veelal het optreden tegen partizanen worden, en de leden opereerden dan ook veel achter de frontlinies. De divisie was verantwoordelijk voor veel burgermoorden.
De meeste soldaten van de divisie waren Volksduitsers die afkomstig waren uit Transsylvanië en de Banaat (Roemenië).

## Krijgsgeschiedenis
Vlak na de oprichting in 1942 werd de divisie naar het oostfront gestuurd, waar hij werd gelegerd bij Smolensk, als deel van Heeresgruppe Mitte. Vanaf november was de divisie ingedeeld bij het Negende Leger en nam hij deel aan de Slagen van Rzjev, en daarna aan gevechten bij Orel, als onderdeel van het Tweede Pantserleger. Vanaf april tot mei 1943 werd de divisie teruggetrokken om opnieuw op krachten te komen in Bobruisk, waarna hij tot september werd ingezet bij de bestrijding van het verzet.
Vervolgens werd de divisie nogmaals verplaatst, ditmaal naar het zuiden, waar hij als deel van Heeresgruppe Süd deelnam aan de terugtrekking naar de rivier de Dnjepr (Oekraïne). Daarna was de divisie gestationeerd in Hongarije waar hij de taken had van een bezettingsmacht en deels werd gereorganiseerd; de tankjager- en de gemechaniseerd geschutsbataljons werden samengevoegd en het verkenningsbataljon werd bewapend met gepantserde voertuigen. Na deze reorganisatie werd de divisie naar Kroatië verplaatst en vervolgens naar Roemenië. Hij zou vanaf nu deel uitmaken van het Zesde Leger (met uitzondering van oktober 1944, toen hij kortstondig onder het Achtste Leger viel).
Vanaf november 1944 tot februari 1945 bevond de 8. SS-Kavallerie-Division zich te Boedapest, waarbij hij deelnam aan de Slag om Boedapest. Tijdens de slag die door het Rode Leger werd gewonnen, werd de divisie vernietigd. Van de 30 duizend man die de divisie had geteld wisten minder dan 800 de Duitse linies te bereiken.

### Slag om Boedapest
De divisie zat, met het IX. SS-Gebirgskorps vast in Boedapest, toen het Rode Leger de stad in december 1944 omsingelde. De divisie was betrokken bij de felle strijd om de stad te behouden, dikwijls in de vorm van man-tegen-mangevechten.
De krachten van de divisie konden niet goed benut worden; als cavaleriedivisie was hij niet geschikt voor een stadsoorlog.

## Bekende oorlogsmisdaden[2]
Achtentwintig officieren van de divisie hebben gediend in de concentratiekampen. Eén officier heeft gediend in de Einsatzgruppen. Dit getal bevat ook officieren die voor of na hun dienst in de divisie in de kampen hebben gediend.

## Commandanten[3][4]
| Rang                                                                             | Naam               | Begin                            | Eind                         | Opmerking                                                                                |
| -------------------------------------------------------------------------------- | ------------------ | -------------------------------- | ---------------------------- | ---------------------------------------------------------------------------------------- |
| SS-Obersturmbannführer der Reserve der Waffen-SS                                 | Gustav Lombard     | maart 1942                       | april 1942                   |                                                                                          |
| SS-Standartenführer der Reserve der Waffen-SS                                    | Hermann Fegelein   | april 1942                       | augustus 1942                |                                                                                          |
| SS-Brigadeführer en Generalmajor in de Waffen-SS                                 | Wilhelm Bittrich   | augustus 1942                    | 15 februari 1943             |                                                                                          |
| SS-Standartenführer der Reserve der Waffen-SS                                    | Fritz Freitag      | 15 februari 1943                 | 20 april 1943                |                                                                                          |
| SS-Standartenführer der Reserve der Waffen-SS                                    | Gustav Lombard     | 20 april 1943                    | 14 mei 1943                  |                                                                                          |
| SS-Brigadeführer en Generalmajor in de Waffen-SS                                 | Hermann Fegelein   | 14 mei 1943                      | 13 september 1943            |                                                                                          |
| SS-Standartenführer der Reserve der Waffen-SS                                    | Bruno Streckenbach | 13 september 1943                | 22 oktober 1943              | mit der Führung beauftragt (m. d. F. b.) - (vrije vertaling: met het leiderschap belast) |
| SS-Brigadeführer en Generalmajor in de Waffen-SS                                 | Hermann Fegelein   | 22 oktober 1943                  | 1 januari 1944               |                                                                                          |
| SS-Oberführer der Waffen-SS                                                      | Bruno Streckenbach | 1 januari 1944 - 30 januari 1944 | 1 april 1944 - 14 april 1944 | Van 10 tot 30 januari 1944 (m. d. F. b.)                                                 |
| SS-Oberführer der Waffen-SS                                                      | Gustav Lombard     | 14 april 1944                    | 1 juli 1944                  |                                                                                          |
| SS-Oberführer in de Waffen-SS / SS-Brigadeführer en Generalmajor in de Waffen-SS | Joachim Rumohr     | 1 juli 1944                      | 11 februari 1945             |                                                                                          |
|                                                                                  |                    |                                  | 11 februari 1945             | Eenheid vernietigd in Boedapest.                                                         |

## Gebieden van operaties[3]
- Maart 1942 - september 1942: Polen
- September 1942 - december 1943: Oostfront; zuidelijke en centrale sectors
- December 1943 - april 1944: Tsjecho-Slowakije, Polen
- April 1944 - februari 1945: Hongarije

## Samenstelling[7]

### September 1942
- SS-Kavallerie-Regiment 1
- SS-Kavallerie-Regiment 2
- SS-Kavallerie-Regiment 3
- SS-Artillerie-Regiment
- SS-Radfahr-Abteilung
- SS-Panzerjäger-Abteilung
- SS-Flak-Abteilung
- SS-Nachrichten-Abteilung
- SS-Pionier-Bataillon
- SS-Sturmgeschütz-Batterie
- SS-Feldersatz-Bataillon

### Augustus 1943
Dit was de samenstelling tijdens de Slag om Boedapest
- SS-Kavallerie-Regiment 15
- SS-Kavallerie-Regiment 16
- SS-Kavallerie-Regiment 17
- SS-Kavallerie-Regiment 18
- SS-Artillerie-Regiment 8
- SS-Panzerjäger-Abteilung 8
- SS-Aufklarungs-Abteilung 8
- SS-Nachrichten-Abteilung 8
- SS-Pionier-Bataillon 8
- SS-Flak-Abteilung 8
- SS-Feldersatz-Bataillon 8
- SS-Sturmgeschütz-Abteilung 8
- SS-Radfahr-Aufklärungs-Abteilung 8
- SS-Ski-Battalion
- SS-Verwaltungsstruppen 8
- SS-Sanitäts-Abteilung 8
- SS-Veterinär-Kompanie 8
- SS-Feldpostamt
- SS-Kriegsberichter-Zug (mot) 8
- SS-Feldgendarmerie-Trupp 8
- SS-Krankenkraftwagenzug
- SS-Wirtschafts-Bataillon 8

### April 1944
- SS-Kavallerie-Regiment 15
- SS-Kavallerie-Regiment 16
- SS-Kavallerie-Regiment 18
- SS-Aufklärungs-Abteilung 8
- SS-Panzerjäger-Abteilung 8
- SS-Artillerie-Regiment 8
- SS-Flak-Abteilung 8
- SS-Pionier-Bataillon 8
- SS-Nachrichten-Abteilung 8
- SS-Feldersatz-Bataillon 8
- SS-Veterinär-Kompanie 8
- SS-Sanitäts-Abteilung 8
- SS-Wirtschafts-Bataillon 8